# Virent
Virent Energy Systems, Inc. é uma empresa de tecnologia norte-americana que desenvolve a produção de biocombustíveis e hidrogênio com base em matéria orgânica. Em 24 de maio de 2007 anunciou uma parceria com a Shell para o estudo da produção de hidrogênio a partir de biomassa.